# Вирста Артур Миколайович
Ви́рста Арту́р Микол́айович (нар. 4 червня 1989, Угринів, Україна) — український художник. З 2019 року — член Національної спілки художників України. Крім малювання займається художнім оформленням інтер'єру. Картини художника стали надбанням українських та зарубіжних приватних колекцій.

## Біографія
Вирста Артур народився 4 червня 1989 року. в селі Угринів Підгаєцького району Тернопільської області. Загальну середню освіту здобув в Угринівській ЗОШ І-ІІ ступенів . Протягом 1999—2004 рр. навчався в Підгаєцькій дитячій художній школі. У 2004 році став студентом спеціальності декоративно-ужиткового мистецтва Теребовлянського фахового коледжу культури і мистецтва. Там Артур удосконалював свій стиль під керівництвом заслуженого художника України Шевчука Миколи Степановича З 2008 до 2010 року навчався у Львівському державному коледжі декоративного і ужиткового мистецтва ім. І. Труша за спеціальністю «Монументально-декоративний живопис». Із 2010 року займається живописом професійно. Одружений, проживає у Львові.

## Творчість
Художник працює, здебільшого, в пейзажному живописі.

Використовує різні стилі та напрями образотворчого мистецтва (академічний живопис, імпресіонізм, абстракціонізм, реалізм тд.). Більшість робіт поєднують кілька стилів, як-от: монументально-декоративний та реалістично-імпресіоністичний. У творчих конкурсах почав брати участь з 2002 року. Картини художника можна зустріти в таких музейних установах: львівський Музей етнографії та художнього промислу, Тернопільський художній обласний музей, Музей сучасного українського мистецтва Корсаків у Луцьку.

## Відзнаки та нагороди
- 2002  — участь та перемога в Міжнародному конкурсі дитячої творчості «Бітола-2002»;
- 2003  — перемога в обласного конкурсу-огляду «І полинуло Шевченкове слово»;
- 2004  — перемога у V обласному фестиваль-конкурсі «Надія 2004».

## Персональні виставки
- 2008  — виставка «Приборкувачі пензля», м.Теребовля Тернопільська обл.;
- 2017  — виставка «Моменти життя», м. Львів;
- 2018  — виставка «Різноманіття», м. Львів;
- 2019  — виставка «Живопис Артура Вирсти», м. Тернопіль;
- 2019  — виставка «Крізь час», м. Луцьк.
- 2021 — виставка до 30-річчя відновлення дипломатичних відносин між Україною та Болгарією, м. Нова Загора.[12]